# Arturo Benigni
Arturo Benigni (Mercogliano, 20 gennaio 1890 – Roma, 27 maggio 1961) è stato un generale italiano, veterano del Regio corpo truppe coloniali d'Eritrea, della guerra italo-turca, della prima e della seconda guerra mondiale. Durante la seconda guerra mondiale partecipò alla campagna di Tunisia al comando della Fanteria Divisionale della 1ª Divisione fanteria "Superga". Decorato con la Croce di Cavaliere dell'Ordine militare di Savoiae quella di Ufficiale dell'Ordine militare d'Italia.

## Biografia
Nel 1909 iniziò a frequentare la Regia Accademia Militare di Modena, da cui uscì con il grado di sottotenente dei Bersaglieri frequentando successivamente la Scuola di applicazione. Volontario in Eritrea, fu presto promosso tenente e successivamente capitano. Rientrato in Italia nel dicembre del 1915, fu assegnato al 29º Reggimento Fanteria ed in seguito al 6º Reggimento Bersaglieri. Fu fatto prigioniero nel maggio 1916 sul Monte Meada e trasferito al campo di prigionia di Sigmundsherberg in Austria.  Durante la prigionia fu promosso a maggiore. Alla fine del conflitto, fu assegnato alla commissione armistiziale a Vienna fino all 'estate del 1919. Rientrato al 6° Reggimento Bersaglieri ne divenne l’Aiutante Maggiore Nel 1926 entrò alla Scuola di Guerra di Torino e durante il triennio fu promosso tenente colonnello. Successivamente trasferito al 7º Reggimento Bersaglieri e nel 1933 divenne istruttore alla Scuola Centrale di Fanteria di Civitavecchia per poi rientrare al reggimento nel 1935.  Promosso colonnello nel 1937, divenne comandante del 12º Reggimento Bersaglieri e successivamente comandante della Scuola Allievi Ufficiali di Complemento Bersaglieri e della Scuola Allievi Sottufficiali di Complemento Bersaglieri di Pola. Promosso generale di brigata, nel 1941 divenne comandante della zona militare dell’Istria. Nel 1942 divenne comandante della 2° Brigata di Marcia, parte dell'8ª Divisione fanteria di marcia ed in seguito comandante della fanteria divisionale della Divisione Superga. In Tunisia comandò valorosamente la "Abschnitt Benigni" sul fronte di Kairouan. Catturato nel maggio del 1943 alla resa delle forze dell’asse in Tunisia, con il suo comandante Gen. Fernando Gelich, fu imprigionato nel campo di prigionia di Saida in Algeria fino alla fine del 1945. Rientrato in Italia, fu assegnato al Ministero della Difesa e successivamente promosso a generale di division e posto nella riserva. Morì a Roma il 27 maggio del 1961.